# 314808 Martindutertre
314808 Martindutertre este o planetă minoră (asteroid), cu un diametru de 2,063 km, din centura de asteroizi. A fost descoperită pe 15 octombrie 2006 la San Marcello de Luciano Tesi⁠(d). 
Obiectul prezintă o orbită caracterizată de o semiaxă mare de 2,5966522373454 UAi, o excentricitate de 0,12, o înclinație de 14,5 ° în raport cu ecliptica.